# Rocio Ubeira
Rocio Ubeira (19. prosinca 1982.) je argentinska hokejašica na travi. Igra na mjestu napadačice.
S argentinskom izabranom vrstom je osvajala odličja i sudjelovala na međunarodnim natjecanjima.
Po stanju od 3. studenoga 2009., igra za klub Club Ciudad de Buenos Aires.

## Sudjelovanja na velikim natjecanjima
- Trofej prvakinja 2009.